# Blaž Rola
Blaž Rola, slovenski tenisač, * 5. oktober 1990, Ptuj.
Najvišje mesto na svetovni lestvici posamično je 80-to, v dvojicah 210-to. Slovenijo zastopa tudi v Davisovem pokalu. V svoji karieri je na turnirjih serije Futures osvojil devet naslovov posamično in šest v dvojicah, na challengerjih pa en turnir posamično in en v dvojicah. Na Mediteranskih igrah leta 2013 v Turčiji je osvojil vse naslove, dve zlati medalji posamično in v dvojicah. Študiral je na univerzi Ohio, ZDA.

## Biografija
Blaž Rola se je rodil 5.10.1990 na Ptuju očetu Marijanu in mami Majdi. Ima starejšo sestro Evo. Tenis ga je navdušil že pri štirih letih, ko pa je dopolnil šest let pa se je vpisal v Tenis klub Terme Ptuj, kjer občasno trenira še danes. Srednjo šolo je obiskoval na gimnaziji Ptuj, nato pa je študijsko pot nadaljeval v ZDA (smer: International Business), kjer je dobil športno štipendijo na Ohio State University.

### Zasebno
6. julija 2019 se je poročil z Vaneso Štefanovski, 1. spremljevalko miss Universe Slovenije 2008. Civilni obred je potekal v dvorcu Štatenberg. Imata hčer.

## Kariera

### 2008-2013
Leta 2008 je prvič nastopil na turnirjih serije Futures in Challenger in tako postal profesionalec. 
Leta 2010 je prvič zaigral v Davisovem pokalu in se preselil v ZDA, kjer je študiral in igral tenis za tamkajšnjo univerzo Ohio State. 
Leta 2013 je na sredozemskih igrah v Turčiji osvojil dve zlati medalji, posamično in v dvojicah ter se prvič na lestvici ATP prebil med najboljših 200 igralcev na svetu. V tem obdobju je posamično osvojil 9 turnirjev serije Futures, v dvojicah pa 6 turnirjev Futures in 1 Challenger.

### 2014
Skozi kvalifikacije se je prvič uvrstil na glavni turnir za Grand Slam. Na Odprtem prvenstvu Avstralije je v 2. krogu izgubil proti Martinu Kližanu. S tem dosežkom je postal šele peti Slovenec, ki se je uspel uvrstiti v glavni žreb katerega izmed turnirjev za Grand Slam.
V maju se je na lestvici ATP prvič prebil med najboljših 100 igralcev na svetu. Na Odprtem prvenstvu Francije je izgubil v 3. krogu kvalifikacij.
Junija je prvič nastopil na travnatem in turnirju serije 250 v Queen's Clubu in Eastbournu, kjer je obakrat izgubil v 1. krogu. Prvič v karieri je nastopil v glavnem žrebu Wimbledona 2014, kjer je v 2. krogu z 1-6, 1-6, 0-6 izgubil proti Andyu Murrayu.

## Davisov pokal

### Posamično (3-1)
| Tekmovanje                     | Krog | Datum       | Nasprotnik   | Podlaga | Proti          | Rezultat      | Izid  |
| ------------------------------ | ---- | ----------- | ------------ | ------- | -------------- | ------------- | ----- |
| II. evroafriška skupina (2010) | QF   | 11-jul-2010 | Bolgarija    | pesek   | Valentin Dimov | 6-0, 6-1      | zmaga |
| I. evroafriška skupina (2013)  | RPO  | 13-sep-2013 | Južna Afrika | pesek   | Rik de Voest   | 6-1, 6-4, 6-4 | zmaga |
| I. evroafriška skupina (2013)  | RPO  | 15-sep-2013 | Južna Afrika | pesek   | Nikala Scholtz | 2-3 b.b.      | poraz |
| I. evroafriška skupina (2014)  | 2R   | 4-apr-2014  | Izrael       | pesek   | Dudi Sela      | 6–3, 6–4, 6-4 | zmaga |

### Dvojice (1-1)
| Tekmovanje                    | Krog | Datum       | Partner      | Nasprotnik   | Podlaga  | Proti                        | Rezultat                     | Izid  |
| ----------------------------- | ---- | ----------- | ------------ | ------------ | -------- | ---------------------------- | ---------------------------- | ----- |
| I. evroafriška skupina (2013) | RPO  | 14-sep-2013 | Blaž Kavčič  | Južna Afrika | trda (I) | Raven Klaasen Nikala Scholtz | 7–5, 6-1, 7–6(7–4)           | zmaga |
| 1. evroafriška skupina (2014) | 2R   | 5-apr-2014  | Grega Žemlja | Izrael       | pesek    | Jonathan Erlich Andy Ram     | 6–7(7–9), 6–4, 6–7(5–7), 3-6 | poraz |

## Naslovi

### Posamično (10)
| Legenda    |
| Futures    |
| Challenger |

| Št. | Turnir                   | Datum       | Kraj            | Podlaga | Nasprotnik v finalu | Izid           |
| 1   | Slovenia F3              | 13-jun-2010 | Maribor         | pesek   | György Balázs       | 2–6, 6–4, 6–4  |
| 2   | Austria F3               | 14-aug-2010 | Bad Waltersdorf | pesek   | Pascal Brunner      | 7–5, 6–3       |
| 3   | USA F17                  | 25-jun-2012 | Innisbrook      | pesek   | Luis David Martínez | 6–2, 6–1       |
| 4   | Austria F3               | 23-jul-2012 | Bad Waltersdorf | pesek   | Nicolas Reissig     | 6–3, 6–2       |
| 5   | Croatia F8               | 20-aug-2012 | Vinkovci        | pesek   | Toni Androić        | 6–2, 6–2       |
| 6   | Austria F9               | 03-sep-2012 | Vogau           | pesek   | Mario Haider-Maurer | 6–2, 7–6(7–5)  |
| 7   | Mexico F12               | 10-jun-2013 | Quintana Roo    | trda    | Jose Pereira        | 7–6(7–6), 6–4  |
| 8   | Poland F5                | 1-sep-2013  | Bytom           | pesek   | Filip Krajinovic    | w/o            |
| 9   | Armenia F1               | 06-okt-2013 | Yerevan         | pesek   | Boy Westerhof       | 6–2, 6–4       |
| 10  | ATP Challenger Guangzhou | 2-Mar-2014  | Guangzhou       | trda    | Yuichi Sugita       | 64–7, 6–4, 6-3 |

## Posamični nastopi
| Grand Slam                  |      |     |      |     |     |     |     |      |
| Odprto prvenstvo Avstralije | A    | A   | A    | A   | A   | A   | 2R  | 1–1  |
| Odprto prvenstvo Francije   | A    | A   | A    | A   | A   | A   | Q3  | 0–0  |
| Wimbledon                   | A    | A   | A    | A   | A   | A   | 2R  | 1–1  |
| Odprto prvenstvo ZDA        | A    | A   | A    | A   | A   | A   | 1R  | 0–1  |
| zmage–porazi                | 0–0  | 0–0 | 0–0  | 0–0 | 0–0 | 0–0 | 2-3 | 2–3  |
| ATP World Tour 250 series   |      |     |      |     |     |     |     |      |
| London/Queen's Club         | A    | A   | A    | A   | A   | A   | 1R  | 0–1  |
| Eastbourne                  | A    | A   | A    | A   | A   | A   | 1R  | 0–1  |
| Stuttgart                   | A    | A   | A    | A   | A   | A   | 1R  | 0–1  |
| Gstaad                      | A    | A   | A    | A   | A   | A   | 2R  | 1–1  |
| Winston-Salem               | A    | A   | A    | A   | A   | A   | 2R  | 1–1  |
| Win–Loss                    | 0–0  | 0–0 | 0–0  | 0–0 | 0–0 | 0–0 | 2-5 | 2–5  |
| Državna reprezentanca       |      |     |      |     |     |     |     |      |
| Davisov pokal               | A    | A   | QF   | A   | A   | PO  | 2R  | 3-1  |
| zmage–porazi                | 0–0  | 0–0 | 1–0  | 0–0 | 0–0 | 1-1 | 1-0 | 3–1  |
| Statistika                  |      |     |      |     |     |     |     |      |
| Skupno zmage–porazi         | 0–0  | 0–0 | 1–0  | 0–0 | 0–0 | 1–1 | 5-9 | 7–10 |
| Zmage %                     | 0%   | 0%  | 100% | 0%  | 0%  | 50% | 36% | 41%  |
| Končna lestvica             | 1465 | 933 | 423  | 721 | 307 | 201 |     | N/A  |

* 25. avgusta 2014

## Statistika medsebojnih dvobojev

### Proti Top 10 igralcem na ATP
Statistika zmag in porazov proti igralcem, ki so bili v tem času ali prej uvrščeni na 10. mesto ali višje na ATP lestvici:
| Nasprotnik        | Najvišja uvrstitev | Št. dvobojev | Zmaga | Poraz | Zmaga % | Zadnji dvoboj                                |
| ----------------- | ------------------ | ------------ | ----- | ----- | ------- | -------------------------------------------- |
| Andy Murray       | 2                  | 1            | 0     | 1     | 0%      | poraz (1-6, 1-6, 0-6) 2014 Wimbledon         |
| Fernando Verdasco | 7                  | 1            | 0     | 1     | 0%      | poraz (3-6, 6-3, 5-7, 6-1, 4-6) 2014 US Open |
| Skupaj            |                    | 2            | 0     | 2     | 0%      | * 25. avgust 2014                            |

### Celoten seznam (7–10)
Razmerje posamičnih zmag in porazov na turnirjih ATP, Grand Slam in v Davisovem pokalu. (25. avgust 2014)
| - Pablo Andújar 1-1 - Julien Benneteau 0-1 - Carlos Berlocq 0-1 - Philipp Davydenko 0-1 | - Federico Delbonis 1-0 - Valentin Dimov 1–0 - Martin Kližan 0-1 | - Andy Murray 0-1 - Wayne Odesnik 1-0 - Fabiano de Paula 1-0 | - Nikala Scholtz 0-1 - Dudi Sela 1-0 - Fernando Verdasco 0-1 | - Rik de Voest 1–0 - Lu Yen-hsun 0-1 - James Ward 0-1 |